# That Ras Club
El That Ras Club es un equipo de fútbol de Jordania que juega en la Liga Premier de Jordania, la liga de fútbol más importante del país.

## Historia
Fue fundado el 20 de noviembre de 1980 en la ciudad de Karak y es conocido por ser el primer equipo del sur de Jordania en ganar un título, el cual fue la Copa de Jordania de la temporada 2012/13 luego de vencer en la final a Al Ramtha en la final, en la segunda final disputada entre equipos que no son de la capital Amán.
A nivel internacional clasificaron a su primer torneo continental, la Copa de la AFC 2014.

## Palmarés
- Copa de Jordania: 1

2012/13

## Participación en competiciones de la AFC
- Copa de la AFC: 1 aparición

2014 -

## Jugadores destacados
| - Waseem Bourashi - Ra'ef Halima - Jwan Hesso - Adnan Kareet - Abdulkader Mjarmesh | - Motaz Salhani - Tawfiq Tayarah - Fahd Youssef - Mohamed Talaat |